# 定州之战
定州之战，928年（后唐天成三年）四月至929年二月，后唐北面招讨使王晏球率兵讨平勾结契丹国据守定州（治安喜县，今河北省定州市西南）的义武节度使王都。
928年四月，王都在定州反唐。唐明宗诏令削夺王都官爵，任命王晏球为北面行营讨使、权知定州行军州事，横海节度使安审通为副招讨使兼诸道马军都指挥使，郑州防御使张虔钊为都监，一同讨伐定州。四月二十七日，王晏球率军攻克定州北关城。王都求援于契丹。五月，契丹皇帝耶律德光派秃馁等率五千骑兵援救王都至定州，王都与契丹军合击，王晏球退到曲阳县，唐军在嘉山（今河北省曲阳县东）列阵迎战，符彦卿率龙武左军从左、高行周率龙武右军从右奋战，击败王都、秃馁联军，斩杀数千人，追至定州，攻占西关城。王都闭定州城而守，王晏球认为城坚，修筑西关城，准备长久围困。六月，张虔钊强攻，被王都反击，唐军伤亡三千余人。七月十九日，耶律德光又派惕隐率七千骑援王都。王晏球分兵在唐河（今河北省定州市西北一带）大破惕隐，追四十里至易州（治今河北省易县），俘获很多士兵。王都被围数月，十月，明宗派人督促王晏球攻城，王晏球坚持围困，疲惫叛军。929年正月，定州城中粮尽，王都、秃馁想要突围失败，二月十三日，定州指挥使马让能开城门，引唐军入城，王都自焚，秃馁和二千契丹人被俘，王都之乱被平定。